# Rhythm & Sound
Rhythm & Sound, ook wel bekend als Basic Channel, is een Duits danceduo dat bestaat uit Moritz von Oswald (1962) en Mark Ernestus uit Berlijn. Het tweetal maakt onder verschillende namen muziek. Daarbij brengen ze als Basic Channel techno en ambient uit. Onder de naam Rhythm & Sound brengt het duo een cross-over met dub en reggae. Basic Channel is ook de naam van een van de platenlabels die het duo beheert. Beide zijn eveneens solo actief. 

## Geschiedenis
Moritz werd begin jaren tachtig onderdeel van de formatie Palais Schaumburg (band) die tot 1985 actief was. Daarna werkte hij aanvankelijk voor het Tresor-label. Zo is met zijn oude bandmaat Thomas Fehlmann onderdeel van de gelegenheidsformatie 3MB, waarbij albums worden opgenomen voor Juan Atkins, Eddie 'Flashin' Fowlkes en Blake Baxter. Ook produceren ze het debuutalbum van Billy Mackenzie. Met Mark Ernestus werkt hij in 1992 voor het eerst samen onder de naam Maurizio, met de ep Ploy. Basic Channel werd in 1993 opgericht. Daarop verschenen singles als Phylyps trak en Lyot. De doorbraak kwam met Quadrant E.P. van Quadrant op R&S Records. In 1994 verschenen er ook enkele ep's zoals Quadrant dub en Radiance. Daarna werden er diverse technotracks als 'Round' en 'Maurizio' uitgebracht. In 1994 verbleven Ron Trent en Chez Damier een tijd in Berlijn bij Ernestus. Dit leidde tot het maken van een remix van I'm Your Brother van Round One door de twee Amerikanen. De tracks die bij deze projecten verschenen, werden tussen 1995 en 1999 ook verzameld op compilaties. In 1995 werd het label Chain Reaction opgericht, waarop Vladislav Delay, Porter Ricks en Monolake werk uitbrachten. 
In 1996 richtten ze het project Rhythm & Sound op. Daarmee werd de single Never Tell You uitgebracht, een samenwerking met rapper Tikiman (Paul St. Hilaire). Hiervoor werd het label Burial mix opgericht. Vanaf dat moment verschenen er met regelmaat singles en ep's. Aanvankelijk met Tikiman als vocalist, maar later met diverse gasten. De tracks worden verzameld op verschillende compilaties, die door de jaren heen verschenen tot aan 2005. Daarna werkten beide mannen aan soloprojecten. 
Moritz von Oswald nam in 2008 het album ReComposed op met Carl Craig. Daarna werkte hij samen met Juan Atkins aan Borderland dat in 2013 verscheen. Ernestus stortte zich op de cross-over wereldmuziek met het project Jeri-Jeri. Hij bracht in 2013 de albums 800% Ndagga en Ndagga Versions uit.

## Selectieve discografie

### Albums
- Basic Channel - EDC (1995)
- Maurizio - Maurizio (1997)
- Rhythm & Sound - Showcase (1998)
- Round One To Round Five - 1993-99 (1999)
- Rhythm & Sound - Rhythm & Sound (2001)
- Rhythm & Sound - The Versions (2003)
- Rhythm & Sound - w/ The Artists (2003)
- Rhythm & Sound - See Mi Yah (2005)

### Singles/ep's
- Maurizio - Ploy (1992)
- Basic Channel - Phylyps Trak (1993)
- Quadrant - Quadrant EP (1993)
- Maurizio - Domina (1993)
- Basic Channel - Quadrant Dub (1994)
- Basic Channel - Radiation (1994)
- Round one - I'm you brother (1994)
- Round two - New day (1995)
- Round three - Acting Crazy (1996)
- Rhythm & Sound - Never Tell You (1996)
- Rhythm & Sound - Music A Fe Rule (1997)
- Round four - FInd a way (1998)
- Rhythm & Sound - Rol Off (1998)
- Round five - Na Fe Throw It (1999)
- Rhythm & Sound - Mash Down Babylon (2003)
- Rhythm & Sound - Lightning Storm (2005)